# Torneo Clausura 2022 (El Salvador)
El Torneo Clausura 2022 fue la nonagésima quinta edición del campeonato de liga de la Primera División del fútbol salvadoreño; se trata del 48.° torneo corto, luego del cambio en el formato de competencia, con el que se cierra la temporada 2021-2022.

## Sistema de competición
El torneo de la Liga Pepsi, está conformado en dos partes:
- Fase regular: Se integra por las 22 jornadas del torneo.
- Fase final: Se integra por los partidos de cuartos de final, semifinal y final, más conocida como liguilla o postemporada.

### Fase regular
En la fase regular se observará el sistema de puntos. La ubicación en la tabla general está sujeta a lo siguiente:
- Por juego ganado se obtendrán tres puntos.
- Por juego empatado se obtendrá un punto.
- Por juego perdido no se otorgan puntos.

En esta fase participan los 12 clubes de la Liga Pepsi jugando en cada torneo todos contra todos durante las 22 jornadas respectivas.
El orden de los clubes al final de la fase de calificación del torneo corresponderá a la suma de los puntos obtenidos por cada uno de ellos y se presentará en forma descendente. Si al finalizar las 22 jornadas del torneo, dos o más clubes estuviesen empatados en puntos, su posición en la tabla general será determinada atendiendo a los siguientes criterios de desempate:
1. Mejor diferencia entre los goles anotados y recibidos y goles.
2. Mayor número de goles anotados.
3. Marcadores particulares entre los clubes empatados.
4. Mayor número de goles anotados como visitante.
5. Mejor ubicado en la tabla general de cociente
6. Tabla Fair Play
7. Sorteo.

Para determinar los lugares que ocuparán los clubes que participen en la fase final del torneo se tomará como base la tabla general de clasificación.
Participan automáticamente por el título de Campeón de la Liga Pepsi, los 8 primeros clubes de la tabla general de clasificación al término de las 22 jornadas.

### Fase final
Los ocho clubes calificados para esta fase del torneo serán reubicados de acuerdo con el lugar que ocupen en la tabla General al término de la jornada 22, con el puesto del número uno al club mejor clasificado, y así hasta el número 8. Los partidos a esta fase se desarrollarán a visita, en las siguientes etapas:
- Cuartos de final
- Semifinales
- Final

Los clubes vencedores en los partidos de cuartos de final y semifinal serán aquellos que en los dos juegos anoten el mayor número de goles. De existir empate en el número de goles anotados, se definirá el clasificado en la tanda de penales.
Los partidos correspondientes a la fase final se jugarán obligatoriamente los días miércoles y sábado, y jueves y domingo eligiendo, en su caso, exclusivamente en forma descendente, los cuatro clubes mejor clasificados en la tabla general al término de la jornada 22, el día y horario de su partido como local. Los siguientes cuatro clubes podrán elegir únicamente el horario.
El club vencedor de la final y por lo tanto Campeón, será aquel que en el partido anote el mayor número de goles. Si al término del tiempo reglamentario el partido está empatado, se agregarán dos tiempos extras de 15 minutos cada uno. De persistir el empate en estos periodos, se procederá a lanzar tiros penales hasta que resulte un vencedor.
Los partidos de cuartos de final se jugarán de la siguiente manera:
En las semifinales participarán los cuatro clubes vencedores de cuartos de final, reubicándolos del uno al cuatro, de acuerdo a su mejor posición en la tabla General de clasificación al término de la jornada 22 del torneo correspondiente, enfrentándose:
Disputarán el título de Campeón del Torneo de Clausura 2022, los dos clubes vencedores de la fase semifinal correspondiente, reubicándolos del uno al dos, de acuerdo a su mejor posición en la tabla general de clasificación al término de la jornada 22 de cada Torneo.

## Equipos participantes

### Información de los equipos
| Equipo           | Ciudad             | Entrenador               | Estadio                         | Capacidad | Fundación       | Patrocinador           | Marca         |
| ---------------- | ------------------ | ------------------------ | ------------------------------- | --------- | --------------- | ---------------------- | ------------- |
| Águila           | San Miguel         | Alberto Agustín Castillo | Juan Francisco Barraza          | 15 500    | 1926 (99 años)  | Mister Donut           | Umbro         |
| Alianza          | San Salvador       | Milton Meléndez          | Cuscatlán                       | 44 386    | 1958 (66 años)  | Gatorade               | Umbro         |
| Atlético Marte   | San Salvador       | Nelson Ancheta           | Cuscatlán                       | 44 386    | 1950 (75 años)  | Total tools            | Arijam Sports |
| Chalatenango     | Chalatenango       | Erick Dowson Prado       | José Gregorio Martínez          | 15 000    | 2017 (8 años)   | Lemus                  | Milán         |
| FAS              | Santa Ana          | Jorge Rodríguez          | Óscar Alberto Quiteño           | 17 500    | 1947 (78 años)  | Pilsener               | Joma          |
| Isidro Metapán   | Metapán            | Omar Mejía               | Jorge "Calero" Suárez           | 10 000    | 2000 (25 años)  | Agroamigo              | Milán         |
| Jocoro           | Jocoro             | Edgar Henríquez          | Polideportivo "Tierra de fuego" | 3 000     | 1991 (34 años)  | Caja de crédito Jocoro | Milán         |
| Luis Ángel Firpo | Usulután           | Roberto Gamarra          | Sergio Torres Rivera            | 10 000    | 1923 (101 años) | Domino's Pizza         | Milán         |
| Municipal Limeño | Santa Rosa de Lima | Carlos Romero            | Dr. Ramón Flores Berríos        | 5 000     | 1949 (75 años)  | GSR                    | Innova Sports |
| 11 Deportivo     | Ahuachapán         | Rubén Da Silva           | Arturo Simeón Magaña            | 5 000     | 2019 (5 años)   | Claro                  | Rush          |
| Platense         | Zacatecoluca       | Guillermo Rivera         | Antonio Toledo Valle            | 6 200     | 1950 (75 años)  | Pollo Campestre        | Maca          |
| Santa Tecla      | Santa Tecla        | Daniel Bartolotta        | Nacional Las Delicias           | 10 000    | 2007 (18 años)  | Tigo                   | Maca          |

### Cambio de entrenadores
| Equipo           | Entrenador (Jornadas)             | Fecha de vacante  | Tipo de despido     | Posición en la tabla | Entrenador entrante | Fecha de nombramiento   |
| ---------------- | --------------------------------- | ----------------- | ------------------- | -------------------- | ------------------- | ----------------------- |
| Municipal Limeño | José Manuel Romero (Pretemporada) | Diciembre de 2021 | Interino finalizado | Pretemporada         | Carlos Romero       | 6 de diciembre de 2021  |
| Santa Tecla      | Rodolfo Góchez (Pretemporada)     | Diciembre de 2021 | Interino finalizado | Pretemporada         | Daniel Bartolotta   | 8 de diciembre de 2021  |
| 11 Deportivo     | Mario Guevara (Pretemporada)      | Diciembre de 2021 | Interino finalizado | Pretemporada         | Rubén Da Silva      | 25 de diciembre de 2021 |
| Jocoro           | Víctor Corea (Pretemporada)       | Diciembre de 2021 | Renuncia            | Pretemporada         | Edgar Henríquez     | 3 de enero de 2022      |

### Equipos por departamento
Para la temporada 2021-22, los departamentos de la República de El Salvador con más equipos en la Primera División son los departamentos de San Salvador y Santa Ana, con dos equipos cada uno. Diez entidades estarán representados en el torneo.
| Equipos por departamento | Equipos por departamento | Equipos por departamento | Equipos por departamento |
| Departamento             | N.º                      | Equipos                  | Mapa |
| ------------------------ | ------------------------ | ------------------------ | --- |
| San Salvador             | 2                        | Alianza y Atlético Marte | Alianza · Atlético Marte FAS Isidro Metapán Águila Luis Ángel Firpo Santa Tecla Platense Chalatenango Jocoro Municipal Limeño 11 Deportivo |
| Santa Ana                | 2                        | FAS e Isidro Metapán     | Alianza · Atlético Marte FAS Isidro Metapán Águila Luis Ángel Firpo Santa Tecla Platense Chalatenango Jocoro Municipal Limeño 11 Deportivo |
| Ahuachapán               | 1                        | 11 Deportivo             | Alianza · Atlético Marte FAS Isidro Metapán Águila Luis Ángel Firpo Santa Tecla Platense Chalatenango Jocoro Municipal Limeño 11 Deportivo |
| Chalatenango             | 1                        | Chalatenango             | Alianza · Atlético Marte FAS Isidro Metapán Águila Luis Ángel Firpo Santa Tecla Platense Chalatenango Jocoro Municipal Limeño 11 Deportivo |
| La Libertad              | 1                        | Santa Tecla              | Alianza · Atlético Marte FAS Isidro Metapán Águila Luis Ángel Firpo Santa Tecla Platense Chalatenango Jocoro Municipal Limeño 11 Deportivo |
| La Paz                   | 1                        | Platense                 | Alianza · Atlético Marte FAS Isidro Metapán Águila Luis Ángel Firpo Santa Tecla Platense Chalatenango Jocoro Municipal Limeño 11 Deportivo |
| La Unión                 | 1                        | Municipal Limeño         | Alianza · Atlético Marte FAS Isidro Metapán Águila Luis Ángel Firpo Santa Tecla Platense Chalatenango Jocoro Municipal Limeño 11 Deportivo |
| Morazán                  | 1                        | Jocoro                   | Alianza · Atlético Marte FAS Isidro Metapán Águila Luis Ángel Firpo Santa Tecla Platense Chalatenango Jocoro Municipal Limeño 11 Deportivo |
| San Miguel               | 1                        | Águila                   | Alianza · Atlético Marte FAS Isidro Metapán Águila Luis Ángel Firpo Santa Tecla Platense Chalatenango Jocoro Municipal Limeño 11 Deportivo |
| Usulután                 | 1                        | Luis Ángel Firpo         | Alianza · Atlético Marte FAS Isidro Metapán Águila Luis Ángel Firpo Santa Tecla Platense Chalatenango Jocoro Municipal Limeño 11 Deportivo |

## Fase regular

### Tabla de posiciones
| Pos. | Equipo           | Pts. | PJ | G  | E  | P  | GF | GC | Dif. | Clasificación                      |
| ---- | ---------------- | ---- | -- | -- | -- | -- | -- | -- | ---- | ---------------------------------- |
| 1    | Alianza          | 42   | 22 | 12 | 6  | 4  | 33 | 21 | +12  | Cuartos de final de la fase final  |
| 2    | Águila           | 41   | 22 | 11 | 8  | 3  | 36 | 15 | +21  | Cuartos de final de la fase final  |
| 3    | Chalatenango     | 38   | 22 | 11 | 5  | 6  | 30 | 25 | +5   | Cuartos de final de la fase final  |
| 4    | Platense         | 31   | 22 | 8  | 7  | 7  | 24 | 22 | +2   | Cuartos de final de la fase final  |
| 5    | FAS              | 30   | 22 | 7  | 9  | 6  | 31 | 30 | +1   | Cuartos de final de la fase final  |
| 6    | Isidro Metapán   | 29   | 22 | 6  | 11 | 5  | 25 | 21 | +4   | Cuartos de final de la fase final  |
| 7    | Jocoro           | 28   | 22 | 7  | 7  | 8  | 28 | 33 | −5   | Cuartos de final de la fase final  |
| 8    | Luis Ángel Firpo | 25   | 22 | 6  | 7  | 9  | 23 | 22 | +1   | Cuartos de final de la fase final  |
| 9    | Municipal Limeño | 25   | 22 | 6  | 7  | 9  | 18 | 27 | −9   | Último lugar en la tabla acumulada |
| 10   | 11 Deportivo     | 23   | 22 | 5  | 8  | 9  | 16 | 22 | −6   |                                    |
| 11   | Atlético Marte   | 20   | 22 | 4  | 8  | 10 | 19 | 32 | −13  |                                    |
| 12   | Santa Tecla      | 19   | 22 | 4  | 7  | 11 | 19 | 32 | −13  |                                    |

Actualizado a los partidos jugados el 26 de mayo de 2022.
 Fuente: La Primera
Criterios de clasificación: Puntos · Diferencia de goles · Goles a favor · Enfrentamientos directos.

### Evolución de la clasificación
| Equipo           | Jornada | Jornada | Jornada | Jornada | Jornada | Jornada | Jornada | Jornada | Jornada | Jornada | Jornada | Jornada | Jornada | Jornada | Jornada | Jornada | Jornada | Jornada | Jornada | Jornada | Jornada | Jornada |
| Equipo           | 1       | 2       | 3       | 4       | 5       | 6       | 7       | 8       | 9       | 10      | 11      | 12      | 13      | 14      | 15      | 16      | 17      | 18      | 19      | 20      | 21      | 22      |
| ---------------- | ------- | ------- | ------- | ------- | ------- | ------- | ------- | ------- | ------- | ------- | ------- | ------- | ------- | ------- | ------- | ------- | ------- | ------- | ------- | ------- | ------- | ------- |
| Águila           | 6       | 2       | 1       | 1       |         |         |         |         |         |         |         |         |         |         |         |         |         |         |         |         |         |         |
| Isidro Metapán   | 1       | 1       | 2       | 2       |         |         |         |         |         |         |         |         |         |         |         |         |         |         |         |         |         |         |
| Santa Tecla      | 3       | 5       | 7       | 3       |         |         |         |         |         |         |         |         |         |         |         |         |         |         |         |         |         |         |
| 11 Deportivo     | 5       | 8       | 3       | 4       |         |         |         |         |         |         |         |         |         |         |         |         |         |         |         |         |         |         |
| Atlético Marte   | 7       | 4       | 5       | 5       |         |         |         |         |         |         |         |         |         |         |         |         |         |         |         |         |         |         |
| Jocoro           | 9       | 3       | 4       | 6       |         |         |         |         |         |         |         |         |         |         |         |         |         |         |         |         |         |         |
| Luis Ángel Firpo | 2       | 6       | 6       | 7       |         |         |         |         |         |         |         |         |         |         |         |         |         |         |         |         |         |         |
| Chalatenango     | 8       | 9       | 12      | 8       |         |         |         |         |         |         |         |         |         |         |         |         |         |         |         |         |         |         |
| Alianza          | 12      | 12      | 8       | 9*      |         |         |         |         |         |         |         |         |         |         |         |         |         |         |         |         |         |         |
| Municipal Limeño | 10      | 7       | 9       | 10      |         |         |         |         |         |         |         |         |         |         |         |         |         |         |         |         |         |         |
| Platense         | 11      | 11      | 11      | 11      |         |         |         |         |         |         |         |         |         |         |         |         |         |         |         |         |         |         |
| FAS              | 4       | 10      | 10      | 12*     |         |         |         |         |         |         |         |         |         |         |         |         |         |         |         |         |         |         |

Notas: * Indica la posición del equipo con un partido pendiente.

### Resumen de resultados
| Local / Visita        | ÁGU   | AFC   | ATM   | CHA   | FAS   | ISM   | JOC   | LÁF   | MLI   | OND   | PLA   | STL   |
| --------------------- | ----- | ----- | ----- | ----- | ----- | ----- | ----- | ----- | ----- | ----- | ----- | ----- |
| C.D. Águila           |       |       |       |       |       |       | 0 - 0 |       |       |       |       | 4 - 1 |
| Alianza F.C.          |       |       |       | 3 - 1 |       | 0 - 2 |       |       |       |       |       |       |
| C.D. Atlético Marte   |       |       |       |       |       |       |       | 2 - 1 |       | 1 - 1 |       |       |
| A.D. Chalatenango     |       |       | 0 - 0 |       |       |       |       | 2 - 1 |       |       |       |       |
| C.D. FAS              | 0 - 3 |       |       |       |       |       |       |       |       |       |       |       |
| A.D. Isidro Metapán   |       |       |       | 2 - 1 |       |       |       |       |       |       | 1 - 1 |       |
| Jocoro F.C.           |       | 3 - 2 |       |       | 2 - 2 |       |       |       |       |       |       |       |
| C.D. Luis Ángel Firpo |       |       |       |       |       | 0 - 0 |       |       | 1 - 0 |       |       |       |
| C.D. Municipal Limeño | 0 - 3 |       |       |       |       |       |       |       |       |       | 2 - 1 |       |
| 11 Deportivo F.C.     |       |       |       |       | 1 - 1 |       |       |       | 3 - 2 |       |       |       |
| C.D. Platense         |       |       | 1 - 1 |       |       |       |       |       |       |       |       | 0 - 1 |
| Santa Tecla F.C.      |       |       |       |       |       |       | 3 - 0 |       |       | 1 - 1 |       |       |

|  | Victoria del equipo local     |
|  | Empate                        |
|  | Victoria del equipo visitante |

## Tabla acumulada de la temporada
| Pos. | Equipo               | Pts. | PJ | G  | E  | P  | GF | GC | Dif. | Clasificación                        |
| ---- | -------------------- | ---- | -- | -- | -- | -- | -- | -- | ---- | ------------------------------------ |
| 1    | Alianza              | 93   | 44 | 28 | 9  | 7  | 81 | 40 | +41  | Octavos de final de la Liga Concacaf |
| 2    | Águila               | 75   | 44 | 20 | 15 | 9  | 72 | 42 | +30  | Fase preliminar de la Liga Concacaf  |
| 3    | FAS                  | 68   | 44 | 18 | 14 | 12 | 64 | 50 | +14  |                                      |
| 4    | Chalatenango         | 65   | 44 | 18 | 11 | 15 | 61 | 56 | +5   |                                      |
| 5    | Luis Ángel Firpo     | 60   | 44 | 15 | 15 | 14 | 59 | 50 | +9   |                                      |
| 6    | Platense             | 60   | 44 | 15 | 15 | 14 | 46 | 49 | −3   | Fase preliminar de la Liga Concacaf  |
| 7    | 11 Deportivo         | 58   | 44 | 14 | 16 | 14 | 55 | 54 | +1   |                                      |
| 8    | Jocoro               | 54   | 44 | 12 | 18 | 14 | 59 | 66 | −7   |                                      |
| 9    | Isidro Metapán       | 45   | 44 | 9  | 18 | 17 | 41 | 56 | −15  |                                      |
| 10   | Atlético Marte       | 45   | 44 | 10 | 15 | 19 | 41 | 62 | −21  |                                      |
| 11   | Santa Tecla          | 43   | 44 | 10 | 13 | 21 | 34 | 65 | −31  |                                      |
| 12   | Municipal Limeño (D) | 39   | 44 | 8  | 15 | 21 | 34 | 65 | −31  | Descenso de categoría                |

Actualizado a los partidos jugados el 26 de mayo de 2022.
 Fuente: La Primera
Criterios de clasificación: Puntos · Diferencia de goles · Goles a favor · Enfrentamientos directos · Puntos fair-play · Sorteo.

## Resultados
- El Calendario completo según la página oficial.
- La hora de cada encuentro corresponde al huso horario que rige a El Salvador (CST)

Nota: Los horarios se definen la semana previa a cada jornada. Todos los partidos son transmitidos en vivo por Canal 4 y Tigo Sports.

### Primera vuelta
| Jornada 1                                                 | Jornada 1 | Jornada 1        | Jornada 1              | Jornada 1   | Jornada 1 | Jornada 1  | Jornada 1 |
| Local                                                     | Resultado | Visitante        | Estadio                | Fecha       | Hora      | Amonestado | Expulsado |
| --------------------------------------------------------- | --------- | ---------------- | ---------------------- | ----------- | --------- | ---------- | --------- |
| Águila                                                    | 0 - 0     | Jocoro           | Juan Francisco Barraza | 15 de enero | 19:00     | 6          | 2         |
| Chalatenango                                              | 0 - 0     | Atlético Marte   | José Gregorio Martínez | 15 de enero | 19:00     | 4          | 1         |
| Luis Ángel Firpo                                          | 1 - 0     | Municipal Limeño | Sergio Torres Rivera   | 16 de enero | 15:00     | 6          | 0         |
| Alianza                                                   | 0 - 2     | Isidro Metapán   | Cuscatlán              | 16 de enero | 15:00     | 5          | 2         |
| 11 Deportivo                                              | 1 - 1     | FAS              | Arturo Simeón Magaña   | 16 de enero | 15:00     | 6          | 0         |
| Platense                                                  | 0 - 1     | Santa Tecla      | Antonio Toledo Valle   | 16 de enero | 15:15     | 6          | 2         |
| Total de goles: 6 Total de Tarjetas Amarillas/Rojas: 33/7 |           |                  |                        |             |           |            |           |

| Jornada 2                                                  | Jornada 2 | Jornada 2        | Jornada 2                       | Jornada 2   | Jornada 2 | Jornada 2  | Jornada 2 |
| Local                                                      | Resultado | Visitante        | Estadio                         | Fecha       | Hora      | Amonestado | Expulsado |
| ---------------------------------------------------------- | --------- | ---------------- | ------------------------------- | ----------- | --------- | ---------- | --------- |
| Jocoro                                                     | 3 - 2     | Alianza          | Polideportivo "Tierra de fuego" | 22 de enero | 15:00     | 8          | 0         |
| Isidro Metapán                                             | 2 - 1     | Chalatenango     | Jorge "Calero" Suárez           | 22 de enero | 19:00     | 11         | 1         |
| Santa Tecla                                                | 1 - 1     | 11 Deportivo     | Nacional Las Delicias           | 22 de enero | 19:00     | 8          | 0         |
| Atlético Marte                                             | 2 - 1     | Luis Ángel Firpo | Cuscatlán                       | 23 de enero | 15:00     | 8          | 0         |
| Municipal Limeño                                           | 2 - 1     | Platense         | Dr. Ramón Flores Berríos        | 23 de enero | 15:15     | 5          | 0         |
| FAS                                                        | 0 - 3     | Águila           | Óscar Alberto Quiteño           | 23 de enero | 15:15     | 6          | 1         |
| Total de goles: 19 Total de Tarjetas Amarillas/Rojas: 46/2 |           |                  |                                 |             |           |            |           |

| Jornada 3                                                  | Jornada 3 | Jornada 3        | Jornada 3                       | Jornada 3   | Jornada 3 | Jornada 3  | Jornada 3 |
| Local                                                      | Resultado | Visitante        | Estadio                         | Fecha       | Hora      | Amonestado | Expulsado |
| ---------------------------------------------------------- | --------- | ---------------- | ------------------------------- | ----------- | --------- | ---------- | --------- |
| Jocoro                                                     | 2 - 2     | FAS              | Polideportivo "Tierra de fuego" | 26 de enero | 15:15     | 5          | 0         |
| Platense                                                   | 1 - 1     | Atlético Marte   | Antonio Toledo Valle            | 26 de enero | 15:15     | 5          | 0         |
| 11 Deportivo                                               | 3 - 2     | Municipal Limeño | Arturo Simeón Magaña            | 26 de enero | 15:30     | 8          | 0         |
| Águila                                                     | 4 - 1     | Santa Tecla      | Juan Francisco Barraza          | 26 de enero | 19:00     | 4          | 1         |
| Luis Ángel Firpo                                           | 0 - 0     | Isidro Metapán   | Sergio Torres Rivera            | 26 de enero | 19:00     | 3          | 0         |
| Alianza                                                    | 3 - 1     | Chalatenango     | Cuscatlán                       | 26 de enero | 19:15     | 4          | 0         |
| Total de goles: 20 Total de Tarjetas Amarillas/Rojas: 29/1 |           |                  |                                 |             |           |            |           |

| Jornada 4                                                  | Jornada 4 | Jornada 4        | Jornada 4                | Jornada 4   | Jornada 4 | Jornada 4  | Jornada 4 |
| Local                                                      | Resultado | Visitante        | Estadio                  | Fecha       | Hora      | Amonestado | Expulsado |
| ---------------------------------------------------------- | --------- | ---------------- | ------------------------ | ----------- | --------- | ---------- | --------- |
| Atlético Marte                                             | 1 - 1     | 11 Deportivo     | Cuscatlán                | 29 de enero | 15:00     | 6          | 0         |
| Isidro Metapán                                             | 1 - 1     | Platense         | Jorge "Calero" Suárez    | 29 de enero | 19:00     | 6          | 2         |
| Chalatenango                                               | 2 - 1     | Luis Ángel Firpo | José Gregorio Martínez   | 29 de enero | 19:00     | 9          | 1         |
| Santa Tecla                                                | 3 - 0     | Jocoro           | Nacional Las Delicias    | 29 de enero | 19:15     | 4          | 0         |
| Municipal Limeño                                           | 0 - 3     | Águila           | Dr. Ramón Flores Berríos | 30 de enero | 15:00     | 7          | 0         |
| Alianza                                                    | -         | FAS              | Cuscatlán                | 2 de marzo  | 19:30     |            |           |
| Total de goles: 13 Total de Tarjetas Amarillas/Rojas: 32/3 |           |                  |                          |             |           |            |           |

| Jornada 5                                          | Jornada 5 | Jornada 5        | Jornada 5                       | Jornada 5    | Jornada 5 | Jornada 5  | Jornada 5 |
| Local                                              | Resultado | Visitante        | Estadio                         | Fecha        | Hora      | Amonestado | Expulsado |
| -------------------------------------------------- | --------- | ---------------- | ------------------------------- | ------------ | --------- | ---------- | --------- |
| Jocoro                                             | -         | Municipal Limeño | Polideportivo "Tierra de fuego" | 4 de febrero | 15:15     |            |           |
| Águila                                             | -         | Atlético Marte   | Juan Francisco Barraza          | 5 de febrero | 19:00     |            |           |
| 11 Deportivo                                       | -         | Isidro Metapán   | Arturo Simeón Magaña            | 6 de febrero | 15:00     |            |           |
| Alianza                                            | -         | Luis Ángel Firpo | Cuscatlán                       | 6 de febrero | 15:15     |            |           |
| FAS                                                | -         | Santa Tecla      | Óscar Alberto Quiteño           | 6 de febrero | 15:15     |            |           |
| Platense                                           | -         | Chalatenango     | Antonio Toledo Valle            | 6 de febrero | 15:15     |            |           |
| Total de goles: Total de Tarjetas Amarillas/Rojas: |           |                  |                                 |              |           |            |           |

| Jornada 6        | Jornada 6 | Jornada 6    | Jornada 6                | Jornada 6    | Jornada 6 |
| Local            | Resultado | Visitante    | Estadio                  | Fecha        | Hora      |
| ---------------- | --------- | ------------ | ------------------------ | ------------ | --------- |
| Santa Tecla      | -         | Alianza      | Nacional Las Delicias    | 9 de febrero | --:--     |
| Municipal Limeño | -         | FAS          | Dr. Ramón Flores Berríos | 9 de febrero | --:--     |
| Atlético Marte   | -         | Jocoro       | Cuscatlán                | 9 de febrero | --:--     |
| Isidro Metapán   | -         | Águila       | Jorge "Calero" Suárez    | 9 de febrero | --:--     |
| Chalatenango     | -         | 11 Deportivo | José Gregorio Martínez   | 9 de febrero | --:--     |
| Luis Ángel Firpo | -         | Platense     | Sergio Torres Rivera     | 9 de febrero | --:--     |
| Total de goles:  |           |              |                          |              |           |

| Jornada 7       | Jornada 7 | Jornada 7        | Jornada 7                       | Jornada 7          | Jornada 7 |
| Local           | Resultado | Visitante        | Estadio                         | Fecha              | Hora      |
| --------------- | --------- | ---------------- | ------------------------------- | ------------------ | --------- |
| Santa Tecla     | -         | Municipal Limeño | Nacional Las Delicias           | 12 y 13 de febrero | --:--     |
| FAS             | -         | Atlético Marte   | Óscar Alberto Quiteño           | 12 y 13 de febrero | --:--     |
| Jocoro          | -         | Isidro Metapán   | Polideportivo "Tierra de fuego" | 12 y 13 de febrero | --:--     |
| Águila          | -         | Chalatenango     | Juan Francisco Barraza          | 12 y 13 de febrero | --:--     |
| 11 Deportivo    | -         | Luis Ángel Firpo | Arturo Simeón Magaña            | 12 y 13 de febrero | --:--     |
| Alianza         | -         | Platense         | Cuscatlán                       | 12 y 13 de febrero | --:--     |
| Total de goles: |           |                  |                                 |                    |           |

| Jornada 8        | Jornada 8 | Jornada 8    | Jornada 8                | Jornada 8          | Jornada 8 |
| Local            | Resultado | Visitante    | Estadio                  | Fecha              | Hora      |
| ---------------- | --------- | ------------ | ------------------------ | ------------------ | --------- |
| Municipal Limeño | -         | Alianza      | Dr. Ramón Flores Berríos | 19 y 20 de febrero | --:--     |
| Atlético Marte   | -         | Santa Tecla  | Cuscatlán                | 19 y 20 de febrero | --:--     |
| Isidro Metapán   | -         | FAS          | Jorge "Calero" Suárez    | 19 y 20 de febrero | --:--     |
| Chalatenango     | -         | Jocoro       | José Gregorio Martínez   | 19 y 20 de febrero | --:--     |
| Luis Ángel Firpo | -         | Águila       | Sergio Torres Rivera     | 19 y 20 de febrero | --:--     |
| Platense         | -         | 11 Deportivo | Antonio Toledo Valle     | 19 y 20 de febrero | --:--     |
| Total de goles:  |           |              |                          |                    |           |

| Jornada 9        | Jornada 9 | Jornada 9        | Jornada 9                       | Jornada 9     | Jornada 9 |
| Local            | Resultado | Visitante        | Estadio                         | Fecha         | Hora      |
| ---------------- | --------- | ---------------- | ------------------------------- | ------------- | --------- |
| Municipal Limeño | -         | Atlético Marte   | Dr. Ramón Flores Berríos        | 23 de febrero | --:--     |
| Santa Tecla      | -         | Isidro Metapán   | Nacional Las Delicias           | 23 de febrero | --:--     |
| FAS              | -         | Chalatenango     | Óscar Alberto Quiteño           | 23 de febrero | --:--     |
| Jocoro           | -         | Luis Ángel Firpo | Polideportivo "Tierra de fuego" | 23 de febrero | --:--     |
| Águila           | -         | Platense         | Juan Francisco Barraza          | 23 de febrero | --:--     |
| Alianza          | -         | 11 Deportivo     | Cuscatlán                       | 23 de febrero | --:--     |
| Total de goles:  |           |                  |                                 |               |           |

| Jornada 10       | Jornada 10 | Jornada 10       | Jornada 10             | Jornada 10         | Jornada 10 |
| Local            | Resultado  | Visitante        | Estadio                | Fecha              | Hora       |
| ---------------- | ---------- | ---------------- | ---------------------- | ------------------ | ---------- |
| Alianza          | -          | Atlético Marte   | Cuscatlán              | 26 y 27 de febrero | --:--      |
| Isidro Metapán   | -          | Municipal Limeño | Jorge "Calero" Suárez  | 26 y 27 de febrero | --:--      |
| Chalatenango     | -          | Santa Tecla      | José Gregorio Martínez | 26 y 27 de febrero | --:--      |
| Luis Ángel Firpo | -          | FAS              | Sergio Torres Rivera   | 26 y 27 de febrero | --:--      |
| Platense         | -          | Jocoro           | Antonio Toledo Valle   | 26 y 27 de febrero | --:--      |
| 11 Deportivo     | -          | Águila           | Arturo Simeón Magaña   | 26 y 27 de febrero | --:--      |
| Total de goles:  |            |                  |                        |                    |            |

| Atlético Marte   | - | Isidro Metapán   | Cuscatlán                       | 5 y 6 de marzo | --:-- |   |                 |                 |                 |                 |                 |                 |
| Municipal Limeño | - | Chalatenango     | Dr. Ramón Flores Berríos        | 5 y 6 de marzo | --:-- |   |                 |                 |                 |                 |                 |                 |
| Santa Tecla      | - | Luis Ángel Firpo | Nacional Las Delicias           | 5 y 6 de marzo | --:-- |   |                 |                 |                 |                 |                 |                 |
| FAS              | - | Platense         | Óscar Alberto Quiteño           | 5 y 6 de marzo | --:-- |   |                 |                 |                 |                 |                 |                 |
| Jocoro           | - | 11 Deportivo     | Polideportivo "Tierra de fuego" | 5 y 6 de marzo | --:-- |   |                 |                 |                 |                 |                 |                 |
| Águila           | 3 | Alianza          | Juan Francisco Barraza          | 5 y 6 de marzo | --:-- | 1 | Total de goles: | Total de goles: | Total de goles: | Total de goles: | Total de goles: | Total de goles: |

### Segunda vuelta
| Jornada 12       | Jornada 12 | Jornada 12       | Jornada 12                      | Jornada 12       | Jornada 12 |
| Local            | Resultado  | Visitante        | Estadio                         | Fecha            | Hora       |
| ---------------- | ---------- | ---------------- | ------------------------------- | ---------------- | ---------- |
| Jocoro           | -          | Águila           | Polideportivo "Tierra de fuego" | 12 y 13 de marzo | --:--      |
| FAS              | -          | 11 Deportivo     | Óscar Alberto Quiteño           | 12 y 13 de marzo | --:--      |
| Santa Tecla      | -          | Platense         | Nacional Las Delicias           | 12 y 13 de marzo | --:--      |
| Municipal Limeño | -          | Luis Ángel Firpo | Dr. Ramón Flores Berríos        | 12 y 13 de marzo | --:--      |
| Atlético Marte   | -          | Chalatenango     | Cuscatlán                       | 12 y 13 de marzo | --:--      |
| Isidro Metapán   | -          | Alianza          | Jorge "Calero" Suárez           | 12 y 13 de marzo | --:--      |
| Total de goles:  |            |                  |                                 |                  |            |

| Jornada 13       | Jornada 13 | Jornada 13       | Jornada 13             | Jornada 13       | Jornada 13 |
| Local            | Resultado  | Visitante        | Estadio                | Fecha            | Hora       |
| ---------------- | ---------- | ---------------- | ---------------------- | ---------------- | ---------- |
| Alianza          | -          | Jocoro           | Cuscatlán              | 19 y 20 de marzo | --:--      |
| Águila           | -          | FAS              | Juan Francisco Barraza | 19 y 20 de marzo | --:--      |
| 11 Deportivo     | -          | Santa Tecla      | Arturo Simeón Magaña   | 19 y 20 de marzo | --:--      |
| Platense         | -          | Municipal Limeño | Antonio Toledo Valle   | 19 y 20 de marzo | --:--      |
| Luis Ángel Firpo | -          | Atlético Marte   | Sergio Torres Rivera   | 19 y 20 de marzo | --:--      |
| Chalatenango     | -          | Isidro Metapán   | José Gregorio Martínez | 19 y 20 de marzo | --:--      |
| Total de goles:  |            |                  |                        |                  |            |

| Jornada 14       | Jornada 14 | Jornada 14       | Jornada 14               | Jornada 14  | Jornada 14 |
| Local            | Resultado  | Visitante        | Estadio                  | Fecha       | Hora       |
| ---------------- | ---------- | ---------------- | ------------------------ | ----------- | ---------- |
| FAS              | -          | Jocoro           | Óscar Alberto Quiteño    | 23 de marzo | --:--      |
| Santa Tecla      | -          | Águila           | Nacional Las Delicias    | 23 de marzo | --:--      |
| Municipal Limeño | -          | 11 Deportivo     | Dr. Ramón Flores Berríos | 23 de marzo | --:--      |
| Atlético Marte   | -          | Platense         | Cuscatlán                | 23 de marzo | --:--      |
| Isidro Metapán   | -          | Luis Ángel Firpo | Jorge "Calero" Suárez    | 23 de marzo | --:--      |
| Chalatenango     | -          | Alianza          | José Gregorio Martínez   | 23 de marzo | --:--      |
| Total de goles:  |            |                  |                          |             |            |

| Jornada 15       | Jornada 15 | Jornada 15       | Jornada 15                      | Jornada 15     | Jornada 15 |
| Local            | Resultado  | Visitante        | Estadio                         | Fecha          | Hora       |
| ---------------- | ---------- | ---------------- | ------------------------------- | -------------- | ---------- |
| Alianza          | -          | FAS              | Cuscatlán                       | 2 y 3 de abril | --:--      |
| Jocoro           | -          | Santa Tecla      | Polideportivo "Tierra de fuego" | 2 y 3 de abril | --:--      |
| Águila           | -          | Municipal Limeño | Juan Francisco Barraza          | 2 y 3 de abril | --:--      |
| 11 Deportivo     | -          | Atlético Marte   | Arturo Simeón Magaña            | 2 y 3 de abril | --:--      |
| Platense         | -          | Isidro Metapán   | Antonio Toledo Valle            | 2 y 3 de abril | --:--      |
| Luis Ángel Firpo | -          | Chalatenango     | Sergio Torres Rivera            | 2 y 3 de abril | --:--      |
| Total de goles:  |            |                  |                                 |                |            |

| Jornada 16       | Jornada 16 | Jornada 16   | Jornada 16               | Jornada 16      | Jornada 16 |
| Local            | Resultado  | Visitante    | Estadio                  | Fecha           | Hora       |
| ---------------- | ---------- | ------------ | ------------------------ | --------------- | ---------- |
| Santa Tecla      | -          | FAS          | Nacional Las Delicias    | 9 y 10 de abril | --:--      |
| Municipal Limeño | -          | Jocoro       | Dr. Ramón Flores Berríos | 9 y 10 de abril | --:--      |
| Atlético Marte   | -          | Águila       | Cuscatlán                | 9 y 10 de abril | --:--      |
| Isidro Metapán   | -          | 11 Deportivo | Jorge "Calero" Suárez    | 9 y 10 de abril | --:--      |
| Chalatenango     | -          | Platense     | José Gregorio Martínez   | 9 y 10 de abril | --:--      |
| Luis Ángel Firpo | -          | Alianza      | Sergio Torres Rivera     | 9 y 10 de abril | --:--      |
| Total de goles:  |            |              |                          |                 |            |

| Jornada 17      | Jornada 17 | Jornada 17       | Jornada 17                      | Jornada 17  | Jornada 17 |
| Local           | Resultado  | Visitante        | Estadio                         | Fecha       | Hora       |
| --------------- | ---------- | ---------------- | ------------------------------- | ----------- | ---------- |
| Alianza         | -          | Santa Tecla      | Cuscatlán                       | 13 de abril | --:--      |
| FAS             | -          | Municipal Limeño | Óscar Alberto Quiteño           | 13 de abril | --:--      |
| Jocoro          | -          | Atlético Marte   | Polideportivo "Tierra de fuego" | 13 de abril | --:--      |
| Águila          | -          | Isidro Metapán   | Juan Francisco Barraza          | 13 de abril | --:--      |
| 11 Deportivo    | -          | Chalatenango     | Arturo Simeón Magaña            | 13 de abril | --:--      |
| Platense        | -          | Luis Ángel Firpo | Antonio Toledo Valle            | 13 de abril | --:--      |
| Total de goles: |            |                  |                                 |             |            |

| Jornada 18       | Jornada 18 | Jornada 18   | Jornada 18               | Jornada 18       | Jornada 18 |
| Local            | Resultado  | Visitante    | Estadio                  | Fecha            | Hora       |
| ---------------- | ---------- | ------------ | ------------------------ | ---------------- | ---------- |
| Municipal Limeño | -          | Santa Tecla  | Dr. Ramón Flores Berríos | 16 y 17 de abril | --:--      |
| Atlético Marte   | -          | FAS          | Cuscatlán                | 16 y 17 de abril | --:--      |
| Isidro Metapán   | -          | Jocoro       | Jorge "Calero" Suárez    | 16 y 17 de abril | --:--      |
| Chalatenango     | -          | Águila       | José Gregorio Martínez   | 16 y 17 de abril | --:--      |
| Luis Ángel Firpo | -          | 11 Deportivo | Sergio Torres Rivera     | 16 y 17 de abril | --:--      |
| Platense         | -          | Alianza      | Antonio Toledo Valle     | 16 y 17 de abril | --:--      |
| Total de goles:  |            |              |                          |                  |            |

| Jornada 19      | Jornada 19 | Jornada 19       | Jornada 19                      | Jornada 19      | Jornada 19 |
| Local           | Resultado  | Visitante        | Estadio                         | Fecha           | Hora       |
| --------------- | ---------- | ---------------- | ------------------------------- | --------------- | ---------- |
| Alianza         | -          | Municipal Limeño | Cuscatlán                       | 23 y 24 de mayo | --:--      |
| Santa Tecla     | -          | Atlético Marte   | Nacional Las Delicias           | 23 y 24 de mayo | --:--      |
| FAS             | -          | Isidro Metapán   | Óscar Alberto Quiteño           | 23 y 24 de mayo | --:--      |
| Jocoro          | -          | Chalatenango     | Polideportivo "Tierra de fuego" | 23 y 24 de mayo | --:--      |
| Águila          | -          | Luis Ángel Firpo | Juan Francisco Barraza          | 23 y 24 de mayo | --:--      |
| 11 Deportivo    | -          | Platense         | Arturo Simeón Magaña            | 23 y 24 de mayo | --:--      |
| Total de goles: |            |                  |                                 |                 |            |

| Jornada 20       | Jornada 20 | Jornada 20       | Jornada 20             | Jornada 20  | Jornada 20 |
| Local            | Resultado  | Visitante        | Estadio                | Fecha       | Hora       |
| ---------------- | ---------- | ---------------- | ---------------------- | ----------- | ---------- |
| Atlético Marte   | -          | Municipal Limeño | Cuscatlán              | 27 de abril | --:--      |
| Isidro Metapán   | -          | Santa Tecla      | Jorge "Calero" Suárez  | 27 de abril | --:--      |
| Chalatenango     | -          | FAS              | José Gregorio Martínez | 27 de abril | --:--      |
| Luis Ángel Firpo | -          | Jocoro           | Sergio Torres Rivera   | 27 de abril | --:--      |
| Platense         | -          | Águila           | Antonio Toledo Valle   | 27 de abril | --:--      |
| 11 Deportivo     | -          | Alianza          | Arturo Simeón Magaña   | 27 de abril | --:--      |
| Total de goles:  |            |                  |                        |             |            |

| Jornada 21       | Jornada 21 | Jornada 21       | Jornada 21                      | Jornada 21              | Jornada 21 |
| Local            | Resultado  | Visitante        | Estadio                         | Fecha                   | Hora       |
| ---------------- | ---------- | ---------------- | ------------------------------- | ----------------------- | ---------- |
| Atlético Marte   | -          | Alianza          | Cuscatlán                       | 30 de abril y 1 de mayo | --:--      |
| Municipal Limeño | -          | Isidro Metapán   | Dr. Ramón Flores Berríos        | 30 de abril y 1 de mayo | --:--      |
| Santa Tecla      | -          | Chalatenango     | Nacional Las Delicias           | 30 de abril y 1 de mayo | --:--      |
| FAS              | -          | Luis Ángel Firpo | Óscar Alberto Quiteño           | 30 de abril y 1 de mayo | --:--      |
| Jocoro           | -          | Platense         | Polideportivo "Tierra de fuego" | 30 de abril y 1 de mayo | --:--      |
| Águila           | -          | 11 Deportivo     | Juan Francisco Barraza          | 30 de abril y 1 de mayo | --:--      |
| Total de goles:  |            |                  |                                 |                         |            |

| Jornada 22       | Jornada 22 | Jornada 22       | Jornada 22             | Jornada 22      | Jornada 22 |
| Local            | Resultado  | Visitante        | Estadio                | Fecha           | Hora       |
| ---------------- | ---------- | ---------------- | ---------------------- | --------------- | ---------- |
| Isidro Metapán   | -          | Atlético Marte   | Jorge "Calero" Suárez  | 7 y/o 8 de mayo | --:--      |
| Chalatenango     | -          | Municipal Limeño | José Gregorio Martínez | 7 y/o 8 de mayo | --:--      |
| Luis Ángel Firpo | -          | Santa Tecla      | Sergio Torres Rivera   | 7 y/o 8 de mayo | --:--      |
| Platense         | -          | FAS              | Antonio Toledo Valle   | 7 y/o 8 de mayo | --:--      |
| 11 Deportivo     | -          | Jocoro           | Arturo Simeón Magaña   | 7 y/o 8 de mayo | --:--      |
| Alianza          | -          | Águila           | Cuscatlán              | 7 y/o 8 de mayo | --:--      |
| Total de goles:  |            |                  |                        |                 |            |